# Piorunówek
Piorunówek [pronunciación en polaco: /pjɔruˈnuvɛk/] es un pueblo en el distrito administrativo de Gmina Wodzierady, dentro de Distrito de Łask, Voivodato de Łódź, en el centro de Polonia. Se encuentra aproximadamente 7 kilómetros al noroeste de Wodzierady, 20 kilómetros al norte de Łask, y 27 kilómetros al oeste de la capital regional, Łódź.
El pueblo tiene una población de 60 habitantes.